# 16e division d'infanterie royale bavaroise
Pour les articles homonymes, voir 16e division.
La 16e division d'infanterie est une grande unité de l'armée bavaroise pendant la Première Guerre mondiale.

## Composition

### Situation le 1er juillet 1917
- 9e brigade d'infanterie royale bavaroise (de)
  - 11e régiment d'infanterie royal bavarois (de)
  - 14e régiment d’infanterie royal bavarois (de)
  - 21e régiment d'infanterie de réserve royal bavarois
  - 4e escadron du  7e régiment de chevau-légers royal bavarois (de)
- 16e commandement d'artillerie
  - 8e régiment d'artillerie de campagne royal bavarois (de)
- 16e bataillon du génie
  - 14e compagnie du génie de réserve
  - 15e compagnie du génie de réserve
  - 16e compagnie de lanceurs de mines
  - 4e peloton de projecteurs de forteresse lourde
- 16e détachement téléphonique

### Situation le 1er mai 1918
- 9e brigade d'infanterie royale bavaroise
  - 11e régiment d'infanterie royal bavarois
  - 14 Régiment d'Infanterie royal bavarois
  - 21e régiment d'infanterie de réserve royal bavarois
  - 4e escadron du 7e régiment de chevau-légers royal bavarois
- 16e commandement d'artillerie
  - 8e régiment d'artillerie de campagne
  - 133e bataillon d'artillerie à pied royal bavarois
- 16e bataillon du génie

## Calendrier des batailles
La division n'est formée que dans la seconde moitié de la Première Guerre mondiale le 14 janvier 1917 et utilisé exclusivement sur le front ouest pour le reste de la guerre. Après l'armistice, elle rentre chez elle, où l'unitéest d'abord démobilisée et finalement dissous  le 21 décembre 1918.

### 1917
- 14 janvier au 1er avril --- Batailles de tranchées en Flandre et en Artois
- 2 avril au 2 mai --- Bataille d'Arras
- 3 mai au 30 septembre --- Bataille des Flandres
  - 7 juin --- Bataille de Wytschaete et Messines
- 1er au 14 octobre --- Protection frontalière à la frontière belgo-néerlandaise
- 15 octobre au 22 novembre --- Bataille des Flandres
- 23 au 28 novembre --- Batailles de tranchées en Flandre et en Artois
- à partir du 29 novembre --- Combats dans la ligne Siegfried
  - 29 novembre --- Bataille de chars à Cambrai
  - 30 novembre au 7 décembre --- Bataille de Cambrai

### 1918
- jusqu'au 31 janvier --- Combats dans la ligne Siegfried
- 1er février au 20 mars --- Batailles de tranchées en Artois et marche vers la Grande bataille de France
- 21 mars au 6 Avril --- Grande bataille en France
  - du 21 au 23 mars --- Bataille de percée Monchy-Cambrai
  - 24 au 25 mars --- Bataille de Bapaume
  - 25 mars --- Bataille de Sapignies
  - 26 mars --- Combats à Courcelles
- 7 au 20 Août --- Combats entre Arras et Albert
- 21 août au 2 septembre --- Bataille de Monchy-Bapaume
  - 25 au 28 Août --- Batailles pour Thloyy
  - 30 août au 1er septembre --- Combats à Frémicourt et Beaucourt
- 2 au 27 septembre --- guerre de tranchées en Flandre
- 28 septembre au 17 octobre --- Bataille de défense en Flandre
- du 18 au 24 octobre --- Combat d'arrière-garde entre Yser et Lys
- 25 octobre au 1er novembre --- Bataille de la Lys
- 2 au 4 novembre --- Combats d'arrière-garde des deux côtés de l'Escaut
- 5 novembre --- Repli de combat devant la position Anvers-Meuse
- à partir de 12 novembre --- Dégagement du territoire occupé et retour au pays

## Commandant
| Grade        | Nom                  | Date                                |
| ------------ | -------------------- | ----------------------------------- |
| Generalmajor | Arnold von Möhl (de) | 14 janvier 1917 au 21 décembre 1918 |